# Impressione (filosofia)

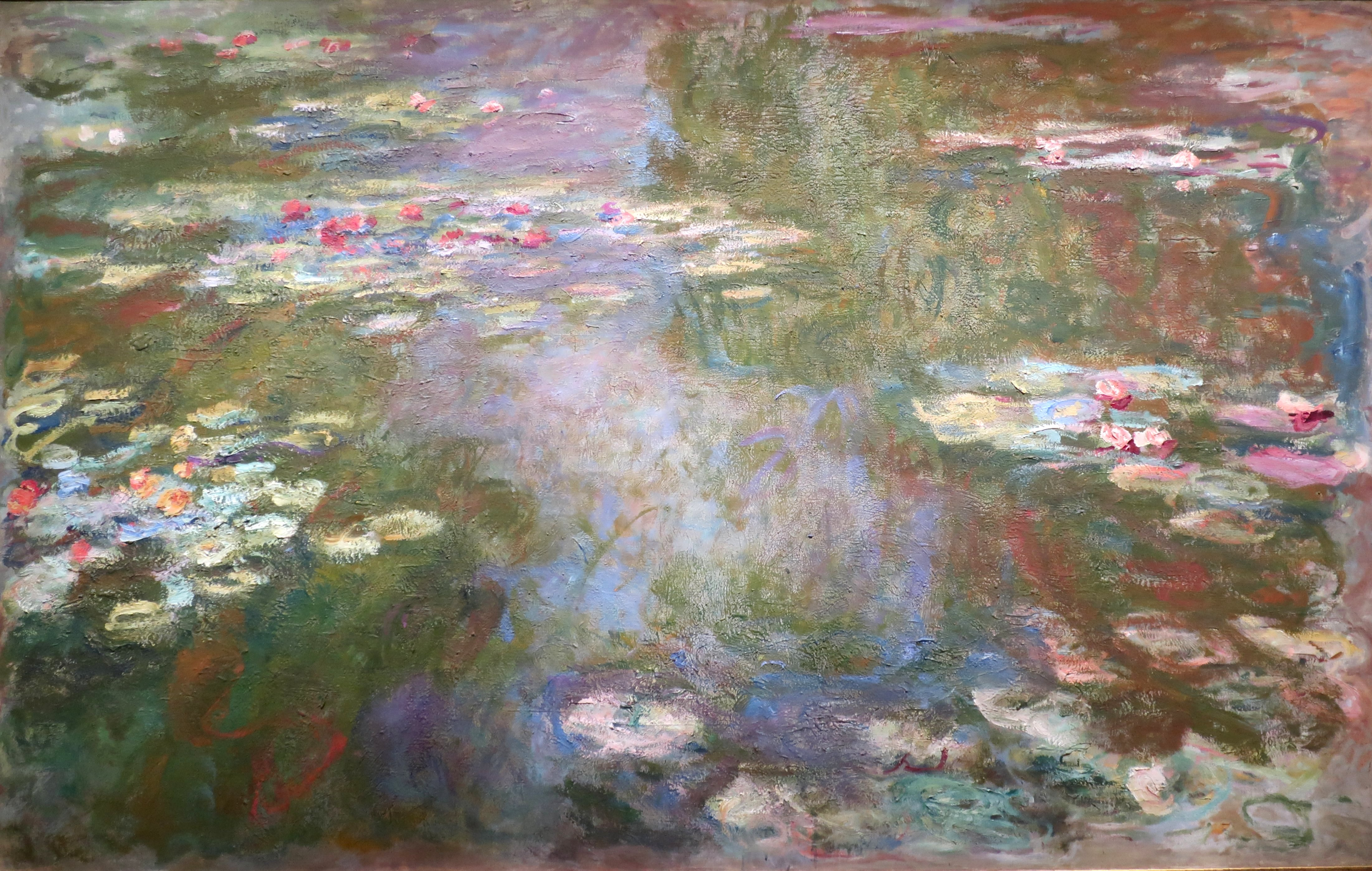
Impressione pittorica di uno stagno di ninfee (Claude Monet, 1919)

Impressione è un termine che indica l'impronta sensoriale o emotiva suscitata da una realtà esterna nell'interiorità dell'animo umano. Viene utilizzato in filosofia soprattutto dal filosofo scozzese David Hume per distinguerla dalla sensazione in sé. Il filosofo empirista inglese se ne serve nella sua analisi del rapporto tra pensiero e realtà materiale ossia tra idea e impressione.

## Nella Scolastica
Nella Scolastica, la species impressa indicava la modifica fisica e materiale causata dall'oggetto della sensazione all'interno del corpo del soggetto percipiente, mediante l'organo di senso coinvolto.
L'oggetto della sensazione era quello conosciuto e coinvolto nell'intenzionalità soggettiva. La sensazione aveva quindi una duplice valenza: sia fisica che spirituale, intesa come riconoscimento dell'oggetto percepito.

## Impressioni e idee

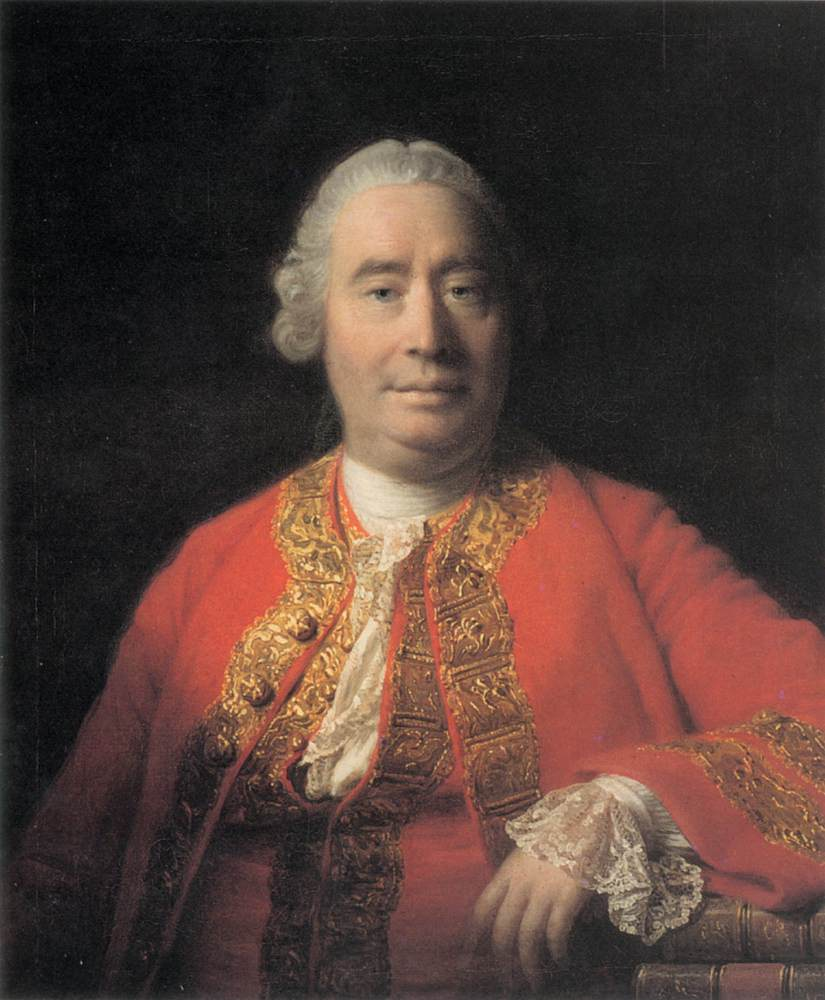
David Hume nel 1766

Nel suo Trattato sulla natura umana Hume sostiene che nella nostra mente esistono due tipi di rappresentazione della realtà:
- l'impressione, che si origina dalle sensazioni ma  è caratterizzata da un'immediatezza e un'intensità maggiore rispetto alla semplice percezione sensibile. L'impressione cioè racchiude caratteristiche emotive e irrazionali che la sensazione in sé non ha.
- il ricordo di queste impressioni genera quindi le idee caratterizzate da assenza di emotività e da una più complessa elaborazione di quel fenomeno che ci ha "impressionato". L'idea è la tranquilla sedimentazione razionale depositata nel "sistema-memoria" dell'impressione.

La differenza tra impressioni e idee quindi «consiste nel grado diverso di forza e vivacità con cui colpiscono il nostro spirito... Le percezioni che penetrano con maggior forza e violenza, le chiamiamo impressioni: e sotto questa denominazione io comprendo tutte le sensazioni, passioni ed emozioni quando fanno la loro prima apparizione nella nostra anima. Per idee invece, intendo le immagini illanguidite di queste sensazioni, sia nel pensare che nel ragionare: ad esempio le percezioni suscitate dal presente discorso.» 
Quando per esempio alla mia vista si presenta un limone, il mio apparato sensibile lo coglie nella vivacità (caratteristica questa che mi convince psicologicamente della sua esistenza) delle sue qualità sensibili (colore, forma, odore); quando mi allontano da esso, in assenza della percezione presente continuo in qualche modo ad averne una risonanza: lo percepisco in modo sfocato rispetto alla impressione precedente; questa situazione indica per Hume l'esistenza dell'idea, come ricordo sbiadito di una vivace impressione non più attuale.
Hume distingue le impressioni, e quindi le idee che ne derivano, in semplici o complesse: impressioni semplici sono quelle percezioni che si riferiscono a un aspetto semplice e immediato dell'oggetto reale. Nell'esempio del limone, le impressioni semplici sono quelle riferibili alle singole qualità del limone; impressioni complesse sono quelle formate dall'elaborazione e unione di quelle semplici. Da qui nasce nell'esempio citato l'idea complessa del limone che unisce le idee semplici del colore giallo, della sua forma ovale, del suo profumo e del sapore della sua polpa.

## L'esistenza e l'abitudine
Questo non vuol dire che il concetto del limone esista in sé e per sé: contrariamente ai realisti medioevali Hume sostiene il nominalismo degli universali : il concetto è il ricordo di qualcosa che ho percepito con vivacità, se non vi fosse stata l'impressione del limone non ne avrei potuta avere l'idea.
Ma se i limoni non vi fossero più, io continuerei ad averne l'idea. Questo accade perché, se è vero che l'esistenza di una cosa è sicura solo quando ne ho una vivace impressione, posso però continuare a credere che la cosa esista anche in assenza dell'impressione attuale, perché ho continuato ad avere, in altre occasioni, percezioni di quell'oggetto. Quindi con l'idea noi continuiamo a credere nell'esistenza dell'oggetto primariamente percepito per abitudine  che genera una credenza; cioè, la nostra fiducia nell'oggetto non più percepito si fonda su una convinzione psicologica indimostrabile e irrazionale.

## Lo scetticismo
Se posso credere all'esistenza dell'oggetto solo in base all'impressione, cioè per una convinzione psicologica  irrazionale che mi fa credere nell'esistenza della cosa anche quando questa non ricade più sotto i miei sensi, questo mi dovrebbe portare a uno scetticismo radicale sulla indimostrabile esistenza dell'intera realtà. Ma Hume è convinto che proprio l'indimostrabilità e irrazionalità dell'esistenza ci fa credere che la realtà esista poiché la cogliamo semplicemente in modo immediato e intuitivo senza ricorrere alla razionalità.